# Armeegruppe XXI
L'Armeegruppe XXI (en français : groupe d'armées XXI), aussi connu sous le nom de Gruppe XXI, était une unité de la Heer (armée de terre) de la Wehrmacht, formée le 1er mars 1940 à partir du XXI. Armeekorps.
Son rôle était de planifier et d'exécuter l'Opération Weserübung, l'invasion du Danemark et de la Norvège.

L'Armeegruppe XXI est renommé Armee Norwegen le 19 décembre 1940.
Le 21 mai 1940, le général Nikolaus von Falkenhorst rencontre le commandant suprême des forces armées suédois Olof Thornell pour se plaindre des actions de volontaires suédois en appui des forces norvégiennes.

## Organisation

### Commandant
| Date                             | Grade         | Commandant               |
| -------------------------------- | ------------- | ------------------------ |
| 1er mars 1940 - 19 décembre 1940 | Generaloberst | Nikolaus von Falkenhorst |

### Chef d'état-major (Chef des Generalstabes)
| Date                             | Grade       | Commandant         |
| -------------------------------- | ----------- | ------------------ |
| 1er mars 1940 - 19 décembre 1940 | Oberst i.G. | Erich Buschenhagen |

### Officiers d'Opérations (1. Generalstabsoffizier (Ia))
| Date                             | Grade               | Commandant                                     |
| -------------------------------- | ------------------- | ---------------------------------------------- |
| 23 avril 1940 - 19 décembre 1940 | Oberstleutnant i.G. | Horst Freiherr Treusch von Buttlar-Brandenfels |

## Zones d'opérations
- Allemagne : Mars 1940 - Avril 1940
- Danemark at Norvège : Avril 1940
- Norvège : Avril 1940 - Décembre 1940

## Ordre de bataille
10 mai 1940
- 69. Infanterie-Division
- 163. Infanterie-Division
- 181. Infanterie-Division
- 196. Infanterie-Division
- 214. Infanterie-Division
- 2. Gebirgs-Division
- 3. Gebirgs-Division